# Ватимон
Ватимо́н (фр. Vatimont) — коммуна во французском департаменте Мозель региона Лотарингия. Относится к кантону Фолькемон.

## Географическое положение
Ватимон расположен в 27 км к северо-востоку от Меца. Соседние коммуны: Мани на северо-востоке, Лес и Шенуа на юго-востоке, Люси на юге, Бодрекур и Морвиль-сюр-Нье на юго-западе, Сент-Эвр и Флокур на западе, Аденкур на северо-западе.

## История
- Коммуна бывшего герцогства Лотарингия.

## Демография
По переписи 2008 года в коммуне проживал 351 человек.

## Достопримечательности
- Фортифицированный дом.
- Церковь Сен-Мартен, восстановлена в 1763 году.